# Suka Merindu (Talang Padang)
Suka Merindu is een bestuurslaag in het regentschap Tanggamus van de provincie Lampung, Indonesië. Suka Merindu telt 1739 inwoners (volkstelling 2010).